# Craig Horner
Craig Horner (* 24. Januar 1983 in Brisbane, Queensland) ist ein australischer Schauspieler.

## Leben
Sein Interesse an der Schauspielerei entdeckte Craig Horner bereits in seiner Schulzeit, wo er in Schulaufführungen wie Ein Sommernachtstraum und The Maids auftrat. Zuerst war der auch musikalisch sehr talentierte Horner Mitglied der Band Earth for Now und hatte mit der Gruppe einen ersten erfolgreichen Auftritt in Hollywood. Im Februar 2012 verließ Horner mit einem anderen Kollegen die Band und veröffentlichte unter anderem noch zwei Solo-Singles auf iTunes, mittlerweile ist er Mitglied der Band Ithaka. Horner kehrte nach Australien zurück und besuchte in Brisbane das St. Peters Lutheran College. Nach seinem Schulabschluss am College begann er eine Schauspielkarriere.
Seine erste Rolle hatte er in der Kinder-Sci-Fi-Fernsehserie Cy – das Mädchen aus dem All. Horner war seit 2001 in verschiedenen Serien und kleineren australischen Filmproduktionen zu sehen. Zu den bekanntesten zählen H2O – Plötzlich Meerjungfrau, in der er die Rolle des Ash spielte. 2006 hatte Horner auch eine Nebenrolle in dem Slasher-Streifen See No Evil. 2008 spielte er den Garry Miller in Blue Water High und übernahm die Hauptrolle des Richard Cypher in der Fantasyserie Legend of the Seeker – Das Schwert der Wahrheit, die grob auf der Buchreihe Das Schwert der Wahrheit von US-Autor Terry Goodkind basiert.

## Filmografie
- 2001–2002: Cy – das Mädchen aus dem All (Fernsehserie, 26 Episoden)
- 2002: Blurred
- 2003: Swimming Upstream
- 2005: HeadLand
- 2006: Two Twisted
- 2006: Monarch Cove (Fernsehserie, 8 Episoden)
- 2006: See No Evil
- 2007–2008: H2O – Plötzlich Meerjungfrau (H2O: Just Add Water, Fernsehserie, 11 Episoden)
- 2008: Blue Water High (Fernsehserie, 24 Episoden)
- 2008–2010: Legend of the Seeker – Das Schwert der Wahrheit (Legend of the Seeker, Fernsehserie, 44 Episoden)
- 2015: Hindsight (Fernsehserie, 10 Episoden)
- 2016: Once Upon a Time – Es war einmal … (Once Upon a Time, Fernsehserie, Episode 6x02)
- 2021: This Little Love of Mine
- seit 2022: Rock Island Mysteries (Fernsehserie)
- 2022: A Perfect Pairing